# Spann (rymdmått)
Spann (fornsvenska: spander) med betydelsen ”omspänt” (kärl) var under medeltiden och 1500-talet det viktigaste svenska spannmålsmåttet. (Ordet spannmål innebär just att mäta i spannar!) Från början användes spannen i östra Sverige och har troligen sitt ursprung i Mälarregionen. I södra och västra delen av Sverige (Västergötland, Värmland, västra Småland och Öland) var skäppan det vanligaste spannmålsmåttet. Spannen indelades i 4 fjärdingar och 16 fat (senare kappar).
Det fanns under medeltiden en mängd olika regionala spannmått i Sverige. Flera av dem kan i likhet med skäppan metrologiskt knytas till det viktigaste hanseatiska volymmåttet, rostocktunnan om 117,3 liter. Rostocktunnan rymde till exempel exakt två västmanlandsspannar eller 2 1/2 stockholmsspann. De norrländska spannmåtten var betydligt mindre och med metrologisk utgångspunkt i rostocktunnan egentligen halvspannar (ca 30 liter).
Under senmedeltiden och 1500-talet ingick spannen i två parallellt använda måttsystem. Ett äldre där sex spannar utgjorde en tön (ca 300 l) och ett nyare där åtta spannar utgjorde ett pund (ca 400 l). Systemets största enhet var en läst = 96 spannar. En läst spannmål kunde alltså på nivån närmast under definieras som antingen 12 pund eller 16 tön.
För att skapa ordning i den metrologiska oredan genomfördes under 1600-talet en serie reformer som omfattade i stort sett hela det medeltida måttsystemet. Syftet var att åstadkomma riksmått som var giltiga i hela riket. För spannmåttet fick det först konsekvensen att en spann bestämdes vara = halv tunna. I och med att en rikstunnan om 146,6 liter infördes 1665 blev ”riksens spann” därmed med automatik 73,3 liter och följande ordning fastslogs:
- 1 spann = 2 halvspann = 4 fjärdingar = 16 kappar = 28 kannor = 73,28 liter

## Någrasenmedeltidaspannmått
- Stockholm 46,9 liter
- Uppland (utom Trögden och Uppsala stad) 51,3 liter
- Uppsala, Trögden, Södermanland (utom Nyköping) 52,8 liter
- Söderköping 54,3 liter
- Västmanland 58,6 liter